# Обуховський (муніципальний округ)
Обуховський (рос. Обуховский) — муніципальний округ у складі Невського району Санкт-Петербурга.
Назва походить від історичного району Обухово, який отримав назву від Обухівського заводу, одним із засновників якого був П. М. Обухов. Обухов був гірським інженером та металургом. За його технологією були відлиті перші сталеві гармати в Росії.
Населений пункт Обухово було включено до міської межі Ленінграда Указом Президії Верховної Ради РРФСР від 16 січня 1963 року. Назву «Обуховський» присвоєно муніципальному округу Законом Санкт-Петербурга № 18-4 від 5 лютого 1999 року .
Назву Обухово також носять залізнична станція та станція метро.

## Населення
- 2002 — 46 108 осіб
- 2010 — 45 664 осіб
- 2012 — 46 357 осіб
- 2013 — 47 247 осіб
- 2014 — 48 194 осіб
- 2015 — 49 045 осіб
- 2016 — 49 891 осіб
- 2017 — 50 425 осіб
- 2018 — 51 246 осіб
- 2019 — 52 103 осіб
- 2020 — 53 060 осіб
- 2021 — 53 374 осіб
- 2022 — 53 685 осіб